# Universiteit van Corsica
De Universiteit van Corsica is een Franse universiteit gelegen in Corte, Haute-Corse. De universiteit biedt een onderkomen aan ongeveer 4900 studenten (2007). Hij is opgericht door en vernoemd naar de Corsicaanse patriot Pasquale Paoli. De universiteit is opgericht in 1765 na de Corsicaanse onafhankelijkheid, maar sloot al in 1768 weer de deuren toen Corsica bezet werd door Frankrijk. In 1981 werd de vraag naar hoger onderwijs op het eiland steeds groter, en om de leegloop naar het vasteland van Frankrijk te voorkomen werd de universiteit opnieuw geopend met aanvankelijk 500 studenten.
De Universiteit van Corsica is de enige universiteit waar men Corsicaans kan studeren. De voertaal op de universiteit is Frans.